# Никанор II Скопски
Никанор (на гръцки: Νικάνωρ) е православен духовник, скопски митрополит на Печката патриаршия в средата на XVII век.

## Биография
Преди да стане скопски митрополит Никанор е положки епископ в Тетово. В 1641 година Положката епархия е присъединена към Скопската митрополия и Никанор става скопски митрополит. За него предишният скопски митрополит Михаил отбелязва в Поменика на манастира Дечани, че в 1635 година епископ Никанор Тетовски е бил в Дечани заедно с патриарх Паисий Печки и свитата му. В надпис в църквата „Успение Богородично“ в Лешочкия манастир в 1646 година той е наречен владика на Скопие и Полога. Никанор Скопски е споменат и в надписа на кръста на иконостаса в църквата „Свети Никола“ в Шишево, както и в пентикостара, дарен от Йован Машинлия на църквата „Свети Йоан“, построена от крал Стефан II Милутин в околностите на Скопие и дарена от него на манастира „Свети Никита“ в Скопска Църна гора.